# Cesare Milani
Cesare Milani, italijanski veslač, * 4. januar 1905, † 21. junij 1956.
Milani je za Italijo nastopil na Poletnih olimpijskih igrah 1928, Poletnih olimpijskih igrah 1932 in 1936, vedno kot krmar. Leta 1928 je bil krmar italijanskega dvojca s krmarjem, ki je izpadel v četrtfinalu, v Los Angelesu, kot tudi v Berlinu pa je italijanski osmerec, katerega krmar je bil, osvojil srebrno medaljo.